# 黒沼

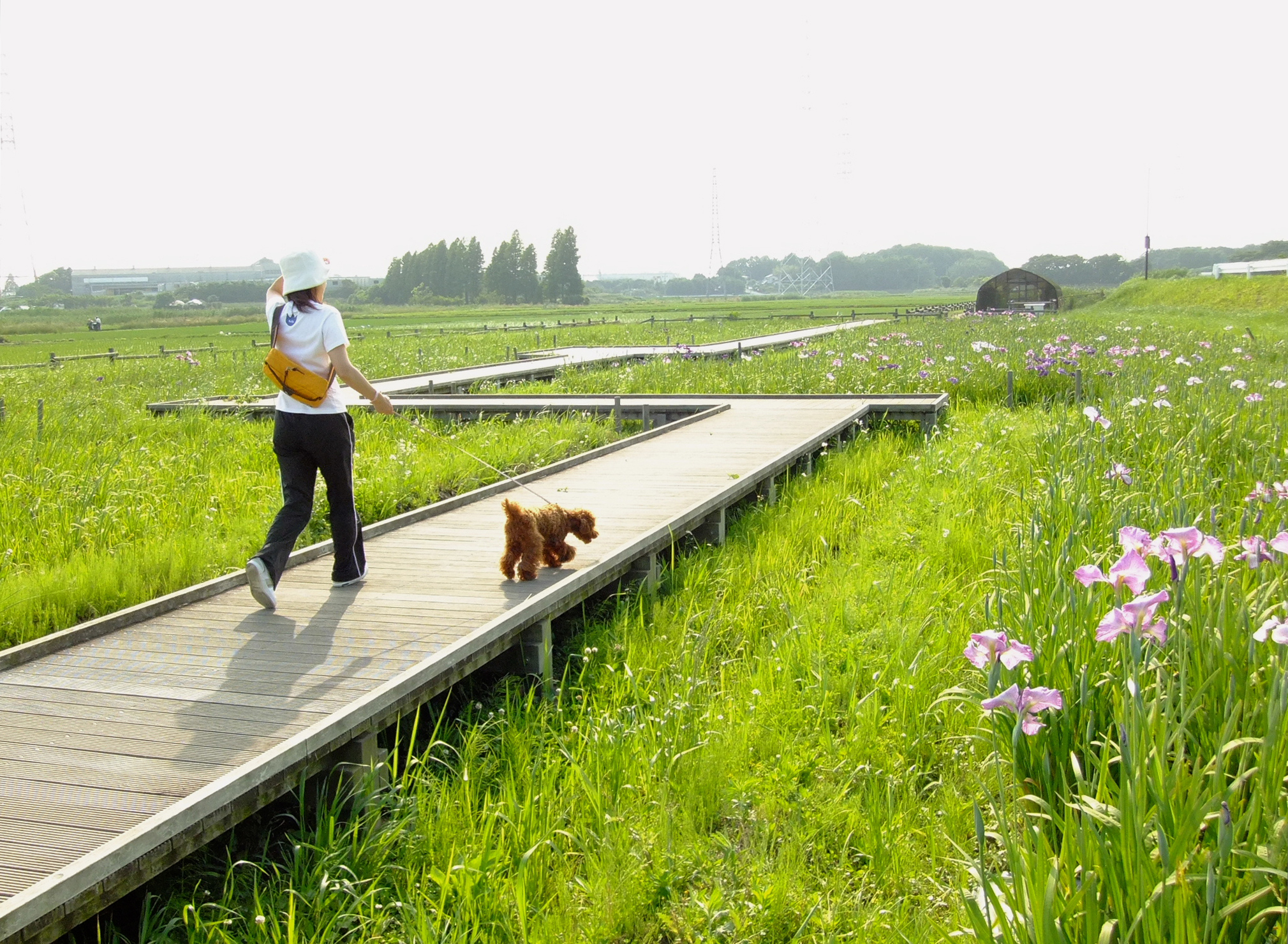
内牧公園西方の木道と黒沼

黒沼（くろぬま）は、埼玉県さいたま市岩槻区（慈恩寺地区）および春日部市（内牧地区）にかつて所在していた沼である。

## 概要
黒沼はさいたま市岩槻区の北部・春日部市の北西部に位置し、岩槻区大字鹿室・大字裏慈恩寺・大字小溝・春日部市大字内牧にまたがり所在していた。東西約20町（約2.2 km）・南北約3町（約330 m）の帯状の形状となっており、ほぼ中央で北側が春日部市・南側が岩槻区となっている。明治期の記録である『武蔵国郡村誌』の「埼玉郡内牧村」の項、「字地」の節には「黒沼 - 村の西方にあり東西7丁40間（約836 m）南北1丁（約109 m）」との記述がみられる。黒沼はかつての星川の流路跡とされており、後に星川の流路が今日の白岡市篠津で元荒川へと至る流れとなったために、流路跡の深い部分が沼地となり残ったものとされている。新田開発の行われる以前は周辺諸村からの悪水を集め、下流の村々で用水として利用される溜池の機能を持ち、水面を有していた。この時代に沼に流入していた悪水路（排水路）に関しては不明である。
黒沼において享保年間に新田開発が行われた九人組新田（くにんぐみしんでん）は、1722年（享保7年）に筧播摩守（かけいはりまのかみ）の検地を受けた小村であるが、住民は住んでおらず、裏慈恩寺村からの耕作であった。別名として黒沼新田（くろぬましんでん）と称された。小溝村の黒沼耕地は1728年（享保13年）に始まった見沼代用水開削に伴う新田と伝えられている。黒沼における新田開発の方法について史料などは残されていないが、用排水の分離など、その形式から紀州流土木技術の特徴がみられる。具体的には沼の周りに水除堤を築堤し、その外側の台地の端に黒沼用水を最上流部で二派に分け、北側を内牧用水・南側を豊春用水として引水している。また、沼の底部の中央には排水路を設け古隅田川へと流下させ黒沼新田の排水をなす構造としている。小溝の黒沼耕地の開墾では、カヤなどをシキ（底）にし、かつての沼地を埋め立て開田が行われた。黒沼の新田開発に関しては沼周辺の諸村が請け負い行われた。『新編武蔵風土記稿』による記録では、内牧村分は持添新田として吉郎兵衛新田（享保年間に吉郎兵衛という人物が拓き、1732年（享保17年）に筧播摩守の検地が行われ御料となる。）、裏慈恩寺村分は持添新田として黒沼新田（享保年間に拓かれ、松平大和守直恒［川越城主］の領地となる。）、藤助新田は下野田村の藤助が1732年（享保17年）に拓き、その名が村名となり、同年筧播摩守の検地が行われ、後に慈恩寺村の持添新田となっている。
時代は下り、小溝の黒沼耕地では1947年（昭和22年）頃、水田の改良事業として暗渠排水の工事が共同で行われた。暗渠排水は排水の便があまり良くない湿田に土管などを埋め込み、地中の余分な水分を配管の中に流下させ、水田の外へと排水する設備である。水田の耕作方法としてツミタという手法で行われていた。ツミタとは直に種籾を灰などと混ぜて水田に摘んでいく（点播）方法で、裏慈恩寺・小溝ではマキタ（蒔田）とも称されている。小溝の黒沼耕地の約610町歩は、膝の上までつかる水田でマキタが行われていた。このマキタは暗渠排水の整備される1931年（昭和6年）または1947年（昭和22年）頃まで行われていた。黒沼耕地は苗間を植えてもあまり収量が望めないためにマキタで株を多くし、収穫を得るためにこの農法が行われていたとされている。
今日の黒沼新田では耕地整理のなされた水田と、古くからの区画の水田とが併存している。また、黒沼の縁には水と緑のふれあいロードや内牧公園などが整備されている。

## 所在地
- 〒339-0001 - 埼玉県さいたま市岩槻区大字鹿室字九見入
- 〒339-0002 - 埼玉県さいたま市岩槻区大字裏慈恩寺字黒沼
- 〒339-0003 - 埼玉県さいたま市岩槻区大字小溝字黒沼
- 〒344-0051 - 埼玉県春日部市内牧（旧大字内牧字黒沼[2]）

## 周辺
- 新堀排水路
- 黒沼用水
- 豊春用水（黒沼南縁）
- 内牧用水（黒沼北縁）
- 内牧公園
- 水と緑のふれあいロード
- 内牧サイクリングロード

## 参考資料
- 『岩槻市史　民俗史料編（163頁、167頁、181頁 - 182頁）』　岩槻市役所 発行　昭和五十九年三月十九日 発行
- 『岩槻市史　通史編（569頁）』　岩槻市役所 発行　昭和六十年三月十五日 発行
- 『春日部市史　第六巻　通史編Ⅰ（626頁 - 629頁）』　春日部市教育委員会 編集　春日部市 発行　平成六年九月十日 発行